# 双槐镇
双槐镇，是中华人民共和国重庆市合川区下辖的一个乡镇级行政单位。

## 沿革
- 清代境內有兩個場:渭子溪、黃土場。
- 民國20年，設渭溪鎮(繁，原渭子溪)、黃土鄉(簡，原黃土場)。
- 民國21年，設渭子鎮(原渭溪鎮)、黃土鄉。
- 民國28年底,設渭溪鎮(甲，渭溪、黃土合併)。
- 民國30年，設渭溪鄉、黃土鄉。
- 1951年3月，渭溪鄉、石龍鄉劃出部分增設流溪鄉。
- 1953年，相繼增設雙槐鄉（1953年3月分渭溪鄉置）、三覺鄉（1953年2月19日分黃土鄉置）、福利鄉（1953年2月分渭溪鄉置）、濃渡鄉（1953年3月分雙槐鄉置）。
- 1956年1月,原流溪鄉併入石龍鄉；三覺鄉併入黃土鄉；福利鄉併入渭溪鄉；濃渡鄉併入雙槐鄉。
- 1958年9月，仍設黃土、渭溪（雙槐鄉併入）。
- 1959年，又增設雙槐。
- 1993年12月，設渭溪鎮(原渭溪鄉、雙槐鄉)、黃土鎮(原黃土鄉)。
- 2005年4月19日，設雙槐鎮管轄原渭溪鎮、黃土鎮所屬行政區域，轄19個村民委員會、2個居民委員會，幅員面積97.81平方公里。鎮政府駐渭子溪居民委員會群力橋（原渭溪鎮政府駐地）。

## 行政区划
双槐镇下辖以下地区：
双新社区、文坪村、龙狮村、上游村、宏新村、兴渭村、鹰岩村、丁坝村、长梁村、接引村、斜坝村、青龙村、黄土村、石碑村、双槐村、河马村和双门村。
- 原渭溪鄉轄轄河壩、馬寨、河堰、牟溝、落（羅）方、來龍、新月、慈竹、胡米、文坪、丁壩11個行政村，駐渭溪場。
- 原雙槐鄉轄和安、新院、鷹岩、宏恩、頭橋、石塔、空桐、丁岩8個行政村，駐雙鶴寺（楊家祠堂）。
- 原黃土鄉轄長梁、邊界、接引、石壩、石泉、凈光、雙門、三覺、斜壩、青龍、大佛、長寺、黃土、川主、石碑15個行政村，駐地石碑記。